# 南锣鼓巷
39°56′14″N 116°24′11″E / 39.9370872°N 116.403148°E

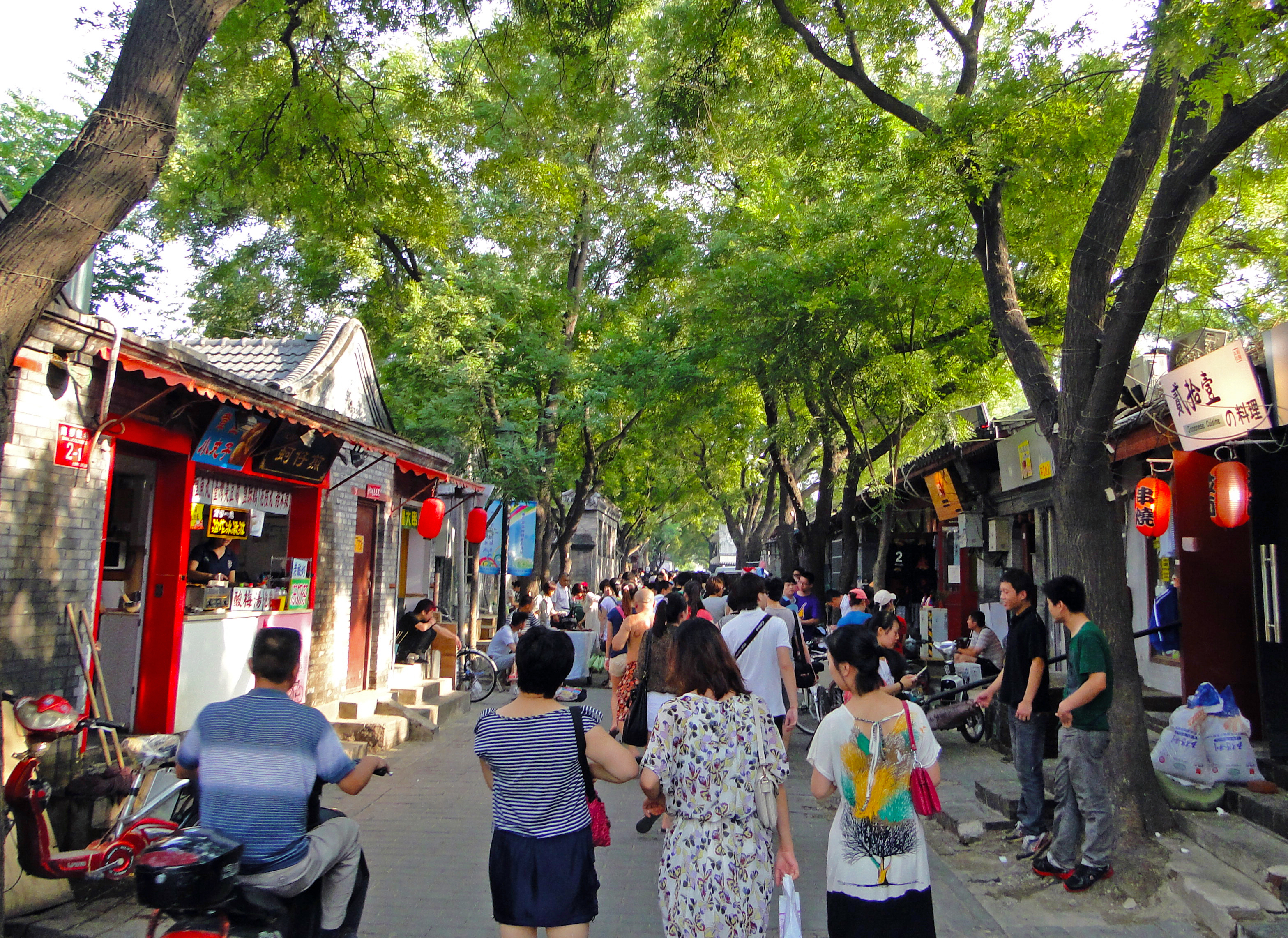
2011年的南锣鼓巷

南锣鼓巷，是中国北京市东城区的一条胡同。现为北京市著名商业街。

## 简介
南锣鼓巷位于鼓楼东大街南侧，南北走向。北到鼓楼东大街，南到地安门东大街。全长786米，宽8米，沥青路面。南锣鼓巷东西各与八条胡同相交，西面自北向南分别是前鼓楼苑胡同、黑芝麻胡同、沙井胡同、景阳胡同、帽儿胡同、雨儿胡同、蓑衣胡同、福祥胡同，东边自北向南分别是菊儿胡同、后圆恩寺胡同、前圆恩寺胡同、秦老胡同、北兵马司胡同、东棉花胡同、板厂胡同、炒豆胡同。
南锣鼓巷明朝属昭回靖恭坊，称“锣锅巷”。清朝属镶黄旗，称“南锣鼓巷”。清朝乾隆十五年（1750年）绘制的《京城全图》中也标明为南锣鼓巷。南锣鼓巷之名的由来，一说因该地多为锣鼓商，又在北锣鼓巷以南而得名；另一说是锣锅巷即今锣鼓巷。中华民国成立后，沿称南锣鼓巷。文化大革命中一度改称辉煌街，后来恢复原名南锣鼓巷。《天咫偶闻》记载：洪承畴府在南锣鼓巷西侧，即今南锣鼓巷59号。2000年代之前，南锣鼓巷内有中央戏剧学院小剧场等单位，其他均为居民住宅。

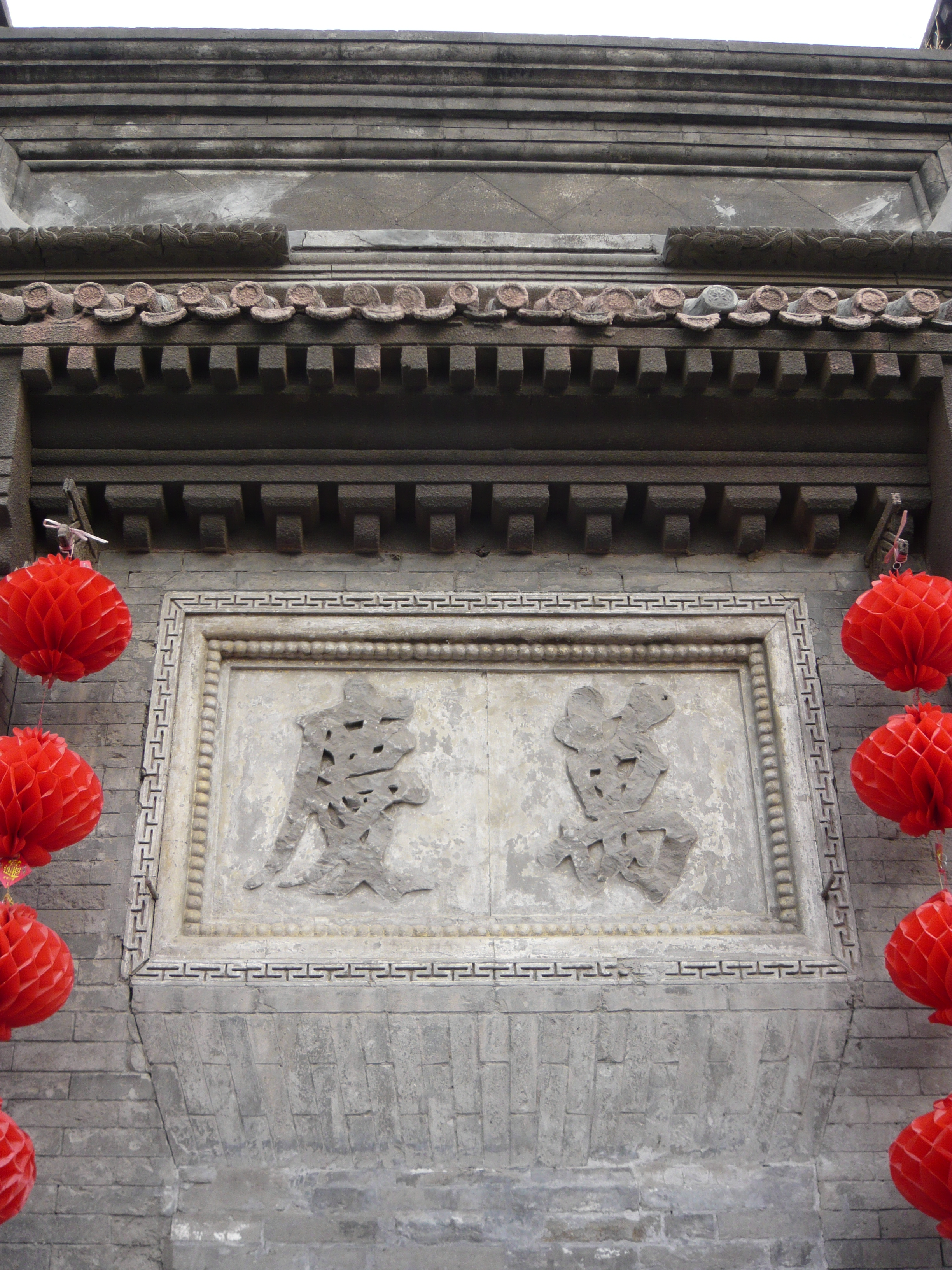
南锣鼓巷东侧的万庆当铺旧址

南锣鼓巷一直是很宁静的传统老北京居民区。1990年代，只有中央戏剧学院外面有个面积很小的饭馆，经常有中央戏剧学院学生在此开小灶。1999年，“过客”酒吧在南锣鼓巷开张，这是南锣鼓巷历史上第一个酒吧。起初客人极少。在“过客”之后，又出现了“创可贴8”、“火山人”等酒吧，这是南锣鼓巷最早一批酒吧。后来酒吧逐渐增加，南锣鼓巷成为新兴的北京酒吧街。但游客并不太多。2005年到南锣鼓巷旅游的游客不到6万人次。
2008年左右，正值2008年北京奥运会前后，政府开始重视南锣鼓巷，网络媒体和电视台纷纷报道南锣鼓巷，南锣鼓巷的知名度迅速上升。2008年，北京市财政局、北京市商务局、东城区人民政府决定筹集1300万元人民币，建立“南锣鼓巷商业业态调整资金”。
2008年以前，南锣鼓巷的店铺仅五、六十家。2008年起，店铺猛增至约一百多家，种类也日益丰富，包括餐饮、酒吧、创意小店。2010年左右，店铺数量已趋于稳定，各式小吃轮番出现。随着南锣鼓巷商业的兴盛，店铺租金也直线上涨。
2008年，南锣鼓巷被澳大利亚21世纪创新国际评价中心评选为“全球游客最喜爱的中国四大特色商业街区”。2009年，被美国《时代周刊》荐为亚洲必游25处旅游风情体验地之一。

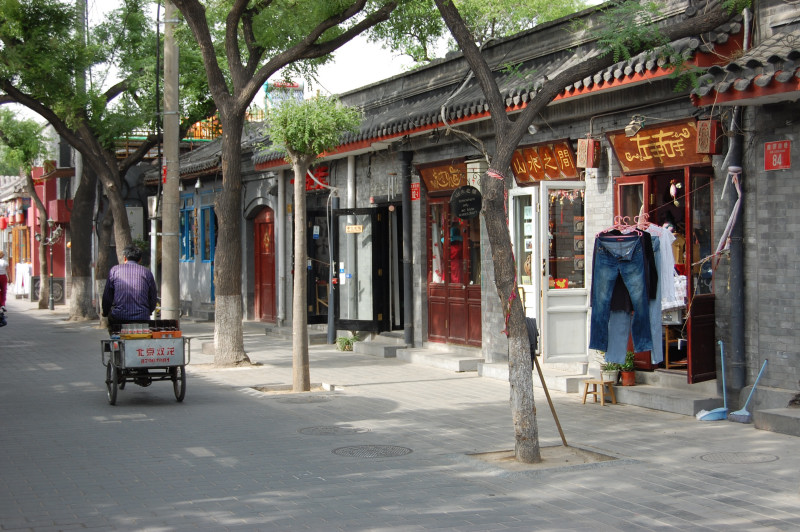
南锣鼓巷

2012年2月2日，德国总理默克尔来到南锣鼓巷，参观了前楼鼓苑胡同7号四合院宾馆。2014年，中国国民党前主席连战夫妇参观南锣鼓巷时，先后参观了前楼鼓苑胡同7号四合院宾馆、水准点石碑、万庆当铺旧址、“创意无限”软陶艺术品商店。2014年2月25日，中共中央总书记习近平来到南锣鼓巷雨儿胡同视察，走进两个四合院询问了住户居住情况。
随着南锣鼓巷日益出名，游客也迅速增加。统计显示，南锣鼓巷高峰时日均客流量曾一度达到10万人次。而从保护的角度测算，南锣鼓巷瞬时承载量上限仅为1.7万人。大量拥挤的人流扰乱了周边居民的生活，游客游览体验糟糕。
同时，南锣鼓巷的商业化日益严重。从盐酥鸡到油炸臭豆腐等各种和老北京无关的廉价小吃在南锣鼓巷集中销售。南锣鼓巷的店铺及销售的各类小商品也日益缺乏特色。小店铺在装修改造中很少顾及南锣鼓巷原有的老北京建筑风格，南锣鼓巷的历史风貌受到破坏。
南锣鼓巷起初的定位是“文化创意休闲街区”，但因有些临街房屋属于个人，不受管控，所以店铺业态也任意发展，后来发展成什么业态赚钱就搞什么，完全失去了控制。2014年9月，东城区印发南锣鼓巷业态发展指导目录。2015年4月，南锣鼓巷因为过度商业化而未能进入中华人民共和国住房和城乡建设部、国家文物局公布的第一批中国历史文化街区名单。
游客的大量涌入和严重的商业化，使南锣鼓巷失去了特色。为了扭转上述趋势，2016年4月，南锣鼓巷主动申请取消了3A级旅游景区资质，从而将旅游团拒之门外。2016年11月至12月，南锣鼓巷集中整治开墙打洞、私搭乱建、无证无照经营等违规行为。这次整治对南锣鼓巷进行了封闭改造，店铺数量减少80多个，并开展了保护性修缮。此外，针对南锣鼓巷地区还发布了文物保护导则，成为指导该地区建筑改建装修的规范。
南锣鼓巷南口有北京地铁6号线和北京地铁8号线的南锣鼓巷站。